# Кельо
Кельо е връх в Пирин планина. Висок е 2484 метра. Разположен е на Каменишкото странично било между връх Коцов гроб и Куклите. Северно от върха е разположена седловината Солището - удобно място за преминаване от Беговишкия циркус към долината на река Пиринска Бистрица и хижа Пирин.
Кельо заедно с върховете Голена, Коцов гроб и Стефанов връх е един от върховете, които ограждат амфитеатрално най-южния от пиринските циркуси - този, който дава началото на Крайната (Кельова) река - един от трите основни притоци на река Пиринска Бистрица. По течението на Крайната река се намира местността Кельова мандра – стари изоставени овчарски постройки.
Името на върха вероятно иде от характерното му оголено теме. Друга версия за името му се свързва със стадата болни и слаби (келяви) овце, които вероятно са се пасли по склоновете му 
По време на Възродителния процес върхът е преименуван на Голи връх, но това име не доби популярност сред туристите и местните хора.